# Béon, Ain
Béon är en kommun i departementet Ain i regionen Auvergne-Rhône-Alpes i östra Frankrike. Kommunen ligger  i kantonen Champagne-en-Valromey som ligger i arrondissementet Belley. Kommunens areal är 10,3 km². År 2020 hade Béon 439 invånare.

## Befolkningsutveckling
Antalet invånare i kommunen Béon
Referens: INSEE